# Afrixalus knysnae
Afrixalus knysnae és una espècie de granota de la família dels hiperòlids que viu a Sud-àfrica.
Està amenaçada d'extinció per la pèrdua del seu hàbitat natural.